# Macintosh Portable
Le Macintosh Portable est la première tentative d'Apple de faire un ordinateur portable. Lancé en septembre 1989, il fut accueilli avec beaucoup d'enthousiasme par la critique, mais il s'en vendit peu durant les deux ans de sa commercialisation. La cause était certainement son prix trop élevé (6 500 $) pour une machine très peu évolutive et peu puissante par rapport aux Macintosh de bureau (Macintosh IIx, IIcx, IIci), prix qui était en partie dû à un écran LCD à matrice active, technologie très chère à l'époque. Pesant plus de 7 kg, le Macintosh Portable ne peut pas être vraiment considéré comme un ordinateur portable, mais plutôt comme un « transportable » (en comparaison le PowerBook 100, lancé deux ans plus tard, ne pesait que 2,3 kg). Sa batterie au plomb lui assurait une longue autonomie de 10 heures. Le clavier du Macintosh portable se voulait modulaire : ainsi, on pouvait placer le trackball à gauche ou à droite, ou le remplacer par un pavé numérique et utiliser une souris.
En février 1991, le Macintosh Portable fut mis à jour : l'écran fut remplacé par un écran rétro éclairé et la mémoire vive modifiée, et le prix fut rabaissé. Cela ne suffit pas à faire décoller les ventes et la commercialisation fut arrêtée à la fin de la même année. Le Macintosh Portable est remplacé par la gamme PowerBook 100, offrant des modèles plus puissants et plus légers.

## Spécification technique
Cet ordinateur contient deux sources d'alimentation : une batterie de type plomb-acide (composé de trois éléments de 2 volts) et une pile de 9 volts. Si la pile de 9 volts est déchargée, l'ordinateur ne démarrera pas : il faut la remplacer. Il peut aussi être alimenté par une alimentation extérieure de 7,5 volts et 1,5 A.